# Liván López
Liván López (n. 24 ianuarie 1982, Pinar del Río, Cuba) este un luptător ce a reprezentat Cuba, medaliat olimpic. A participat la 2 ediții ale Jocurilor Olimpice (2012, 2016) în care a câștigat o medalie de bronz.